# مارک ویلیامز (کارگردان)
مارک ویلیامز (به انگلیسی: Mark Williams) کارگردان، نویسنده و تهیه‌کننده فیلم آمریکایی است.

## منتخب فیلم‌شناسی

### تهیه‌کننده
- بی‌عیب (فیلم ۲۰۰۷)
- دره (فیلم ۲۰۰۹)
- آرنا (فیلم ۲۰۱۱)
- مرد خانواده (فیلم ۲۰۱۶)
- حسابدار (فیلم ۲۰۱۶)
- اوزارک (مجموعه تلویزیونی) (۲۰۱۷)
- یک مکان تاریک (۲۰۱۹)
- دزد صادق (۲۰۲۰)
- تفنگ‌دار (۲۰۲۱)
- کاپ شاپ (۲۰۲۱)
- صاعقه سیاه (۲۰۲۱)

### کارگردان
- مرد خانواده (فیلم ۲۰۱۶)
- دزد صادق (۲۰۲۰)
- صاعقه سیاه (۲۰۲۱)

### نویسنده
- اوزارک (مجموعه تلویزیونی) (۲۰۱۷)
- دزد صادق (۲۰۲۰)
- کاپ شاپ (۲۰۲۱)
- صاعقه سیاه (۲۰۲۱)